# Бараона, Роса Аделина
Роса Аделина Бараона Кастро (исп. Rosa Adelina Barahona Castro; род. 10 мая 1957, Мурра, Нуэва-Сеговия) — никарагуанский государственный деятель. Министр обороны Никарагуа с 19 августа 2019 года.

## Биография
Родилась 10 мая 1957 года в муниципалитете Мурра в департаменте Нуэва-Сеговия.
Начальное образование в 1965—1969 годах получила в центре Centro Escolar Mixto “José Carlos Tercero” в Окотале, административном центре департамента Нуэва-Сеговия. Среднее и среднее профессиональное образование получила в школе Instituto Nacional de Segovia “Leonardo Matute”, а затем в Colegio Inmaculada Concepción в Окотале.
С 1988 года изучала психологию в Центральноамериканском университете (UCA) в столице, городе Манагуа, получила диплом психолога.
В 1979 году была одной из основательниц Сандинистской народной армии (EPS), воевавшей с «контрас». Командовала женским отрядом в районе Juana Elena Mendoza Эстели, была начальником штаба I военного округа, главой администрации школы Escuela “Carlos Agüero” (ECA) в Манагуа, начальником отдела регистрации и контроля Управления кадров EMG EPS. Вышла в отставку в 1992 году в звании капитана.
В 1992 году работала независимым консультантом.
В 1994—1996 годах — специалист и член совета директоров некоммерческой организации Asociación para la Diversificación y Desarrollo Agrícola Comunal (ADDAC).
В 1997 году — менеджер фонда Fundación Mujer y Desarrollo Económico Comunitario (FUMDEC), а в 1998—2012 годах — исполнительный директор FUMDEC.
В 2012—2019 годах была депутатом Национальной ассамблеи Никарагуа от правящей партии Сандинистский фронт национального освобождения (FSLN). Была заместителем председателя Комитета по здравоохранению и социальному обеспечению, членом Комитета по делам женщин, молодежи, детей и семьи, членом Технического комитета по анализу международных инструментов для их применения.
19 августа 2019 года назначена министром обороны Никарагуа, сменила Марту Елену Руис, которая единственная из женщин-министров Америки управляла оборонным ведомством.
В 2022 году Министерство финансов США ввело санкции против Росы Аделины Бараона как представителя режима Ортеги.

## Личная жизнь
Замужем.